# Gedenktafel

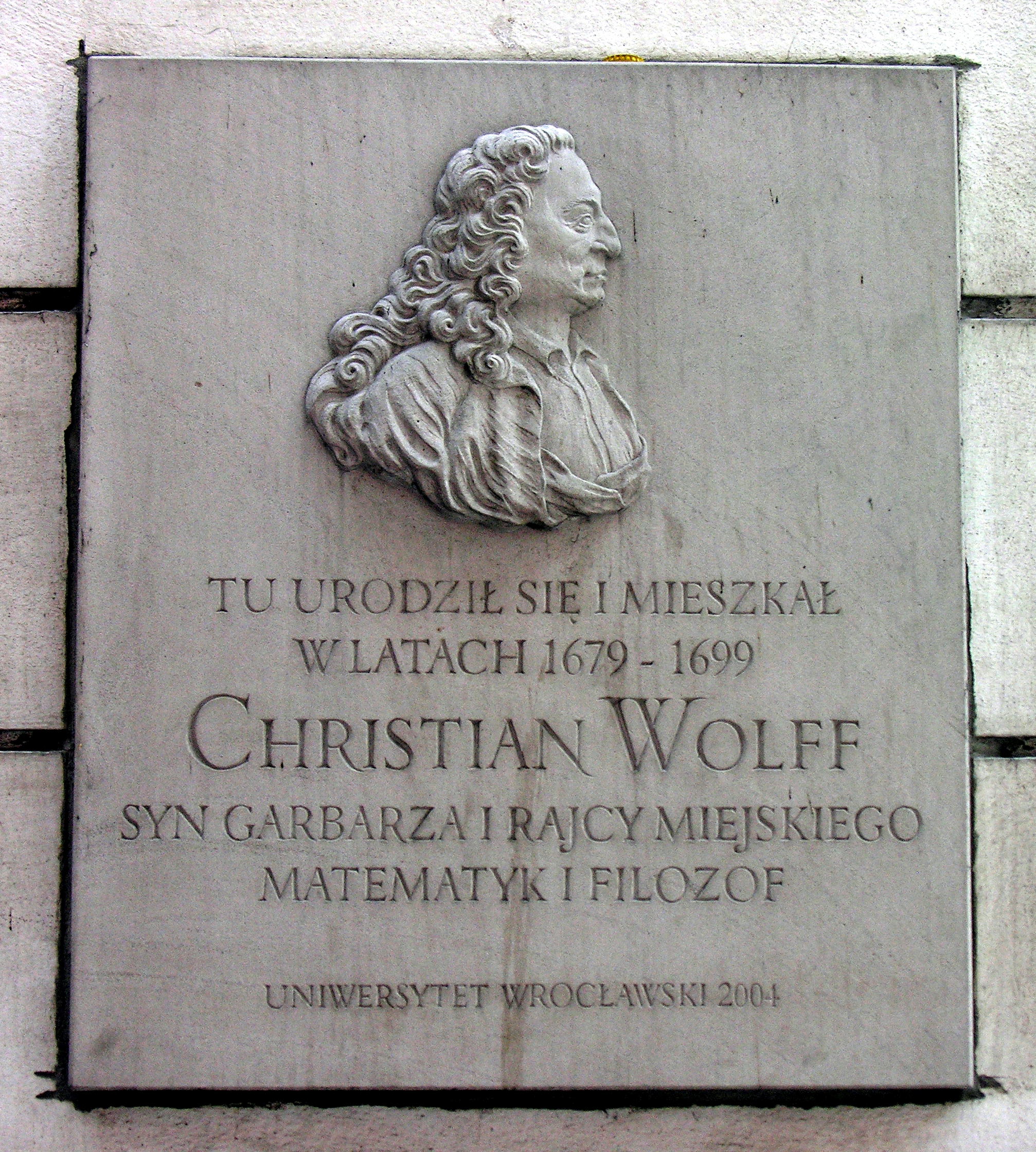
Gedenktafel am Geburtshaus von Christian Wolff in Breslau Polen.

Eine Gedenktafel ist eine häufig aus Stein oder Metall gefertigte Plakette, teils auch großen Tafel o. ä., zum Gedenken an eine Persönlichkeit, ein historisches Ereignis oder als Mahnmal in Form einer Mahntafel.

## Allgemeines und Beispiele
Die ältesten Gedenktafeln waren Epitaphe oder, wie die des Bischofs Bernward von Hildesheim, Fürbittaufforderungen im Kontext des Memorialwesens – oft beides zugleich. Auch Steinkreuze als primär religiöse Denkmäler wurden oft zur Erinnerung an eine Person aufgestellt, etwa an der Stelle, wo sie durch einen Unfall oder Mord zu Tode gekommen war. Damit bezeichneten sie zugleich das Ereignis und erinnerten daran.
Seit Beginn des bürgerlichen Zeitalters werden Gedenktafeln für herausragende Persönlichkeiten an den Häusern angebracht, in denen sie geboren wurden oder wohnten. Beispielsweise besitzt Carl Friedrich Gauß in Göttingen drei Gedenktafeln. Sie können aber auch allgemein an Gebäuden wie Arbeitsstätten oder an von Menschen geschaffenen Bauwerken wie Straßen, Tunnel, Brücken, Kanälen, Staumauern, Türmen, Kirchen sowie an Straßennamensschildern oder Friedhöfen angebracht sein.
Verschiedene Städte haben eigene Serien von Gedenktafeln, die einheitlich gestaltet sind und offiziell von der Stadt angebracht werden:
- Die Jenaer Gedenktafeln gibt es seit dem Universitätsjubiläum 1858, als die ersten 204 Exemplare aus Emaille aufgehängt wurden.
- Mit den Göttinger Gedenktafeln übernahm die niedersächsische Universitätsstadt 1874 die Idee, verwandte allerdings weißen Marmor als Material.
- Berliner Gedenktafeln sind erst anlässlich der 750-Jahr-Feier der Stadt im Jahr 1986 eingeführt worden. Sie werden aus Porzellan von der Königlichen Porzellan-Manufaktur Berlin hergestellt.

Beispiele
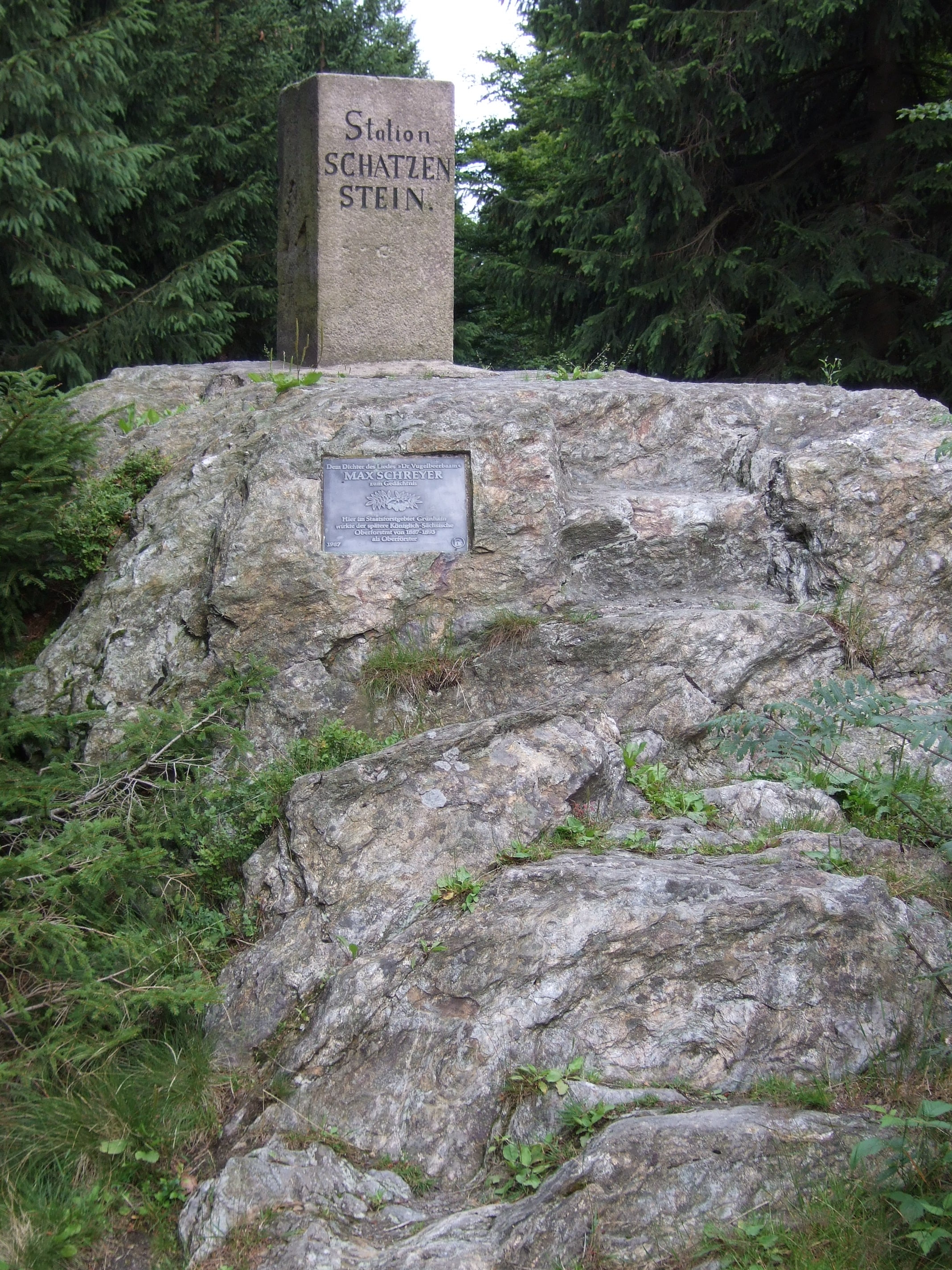
Gedenktafel für Max Schreyer auf dem Schatzenstein
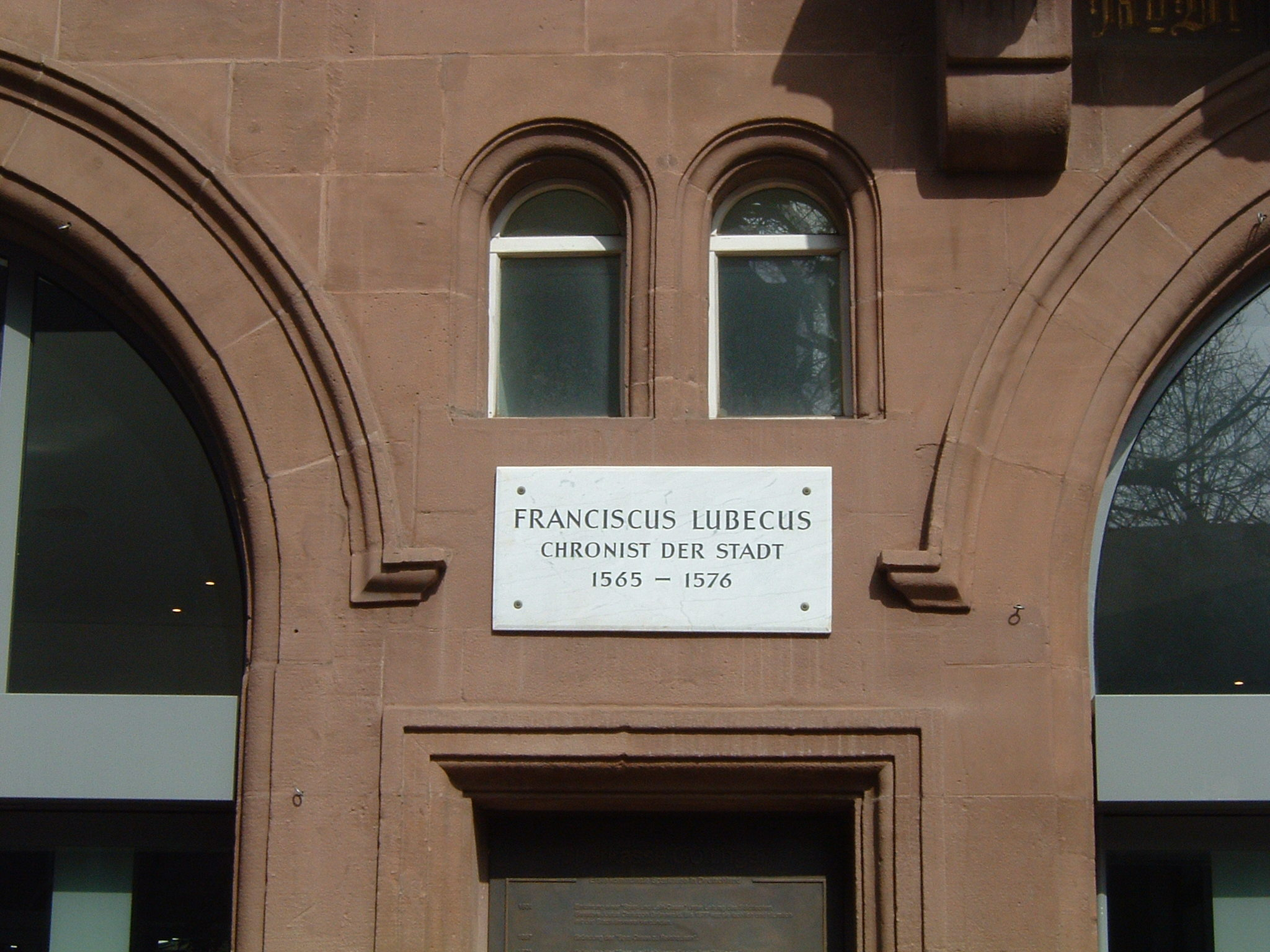
Gedenktafel für den Göttinger Chronisten Franciscus Lubecus
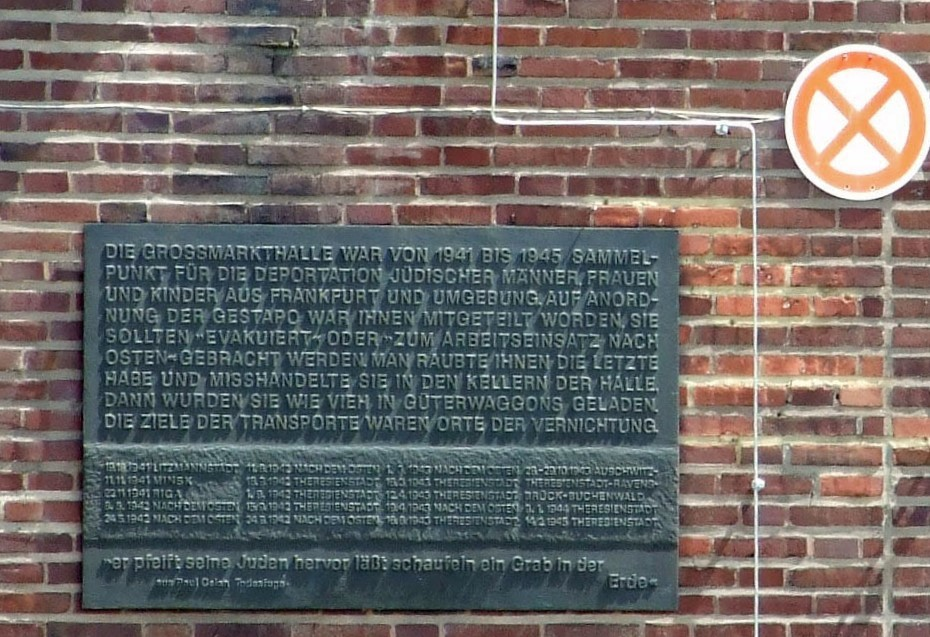
Gedenktafel zu der Deportation jüdischer Männer, Frauen und Kinder zwischen 1941 und 1945 aus Frankfurt und Umgebung an der Großmarkthalle im Frankfurter Stadtteil Ostend
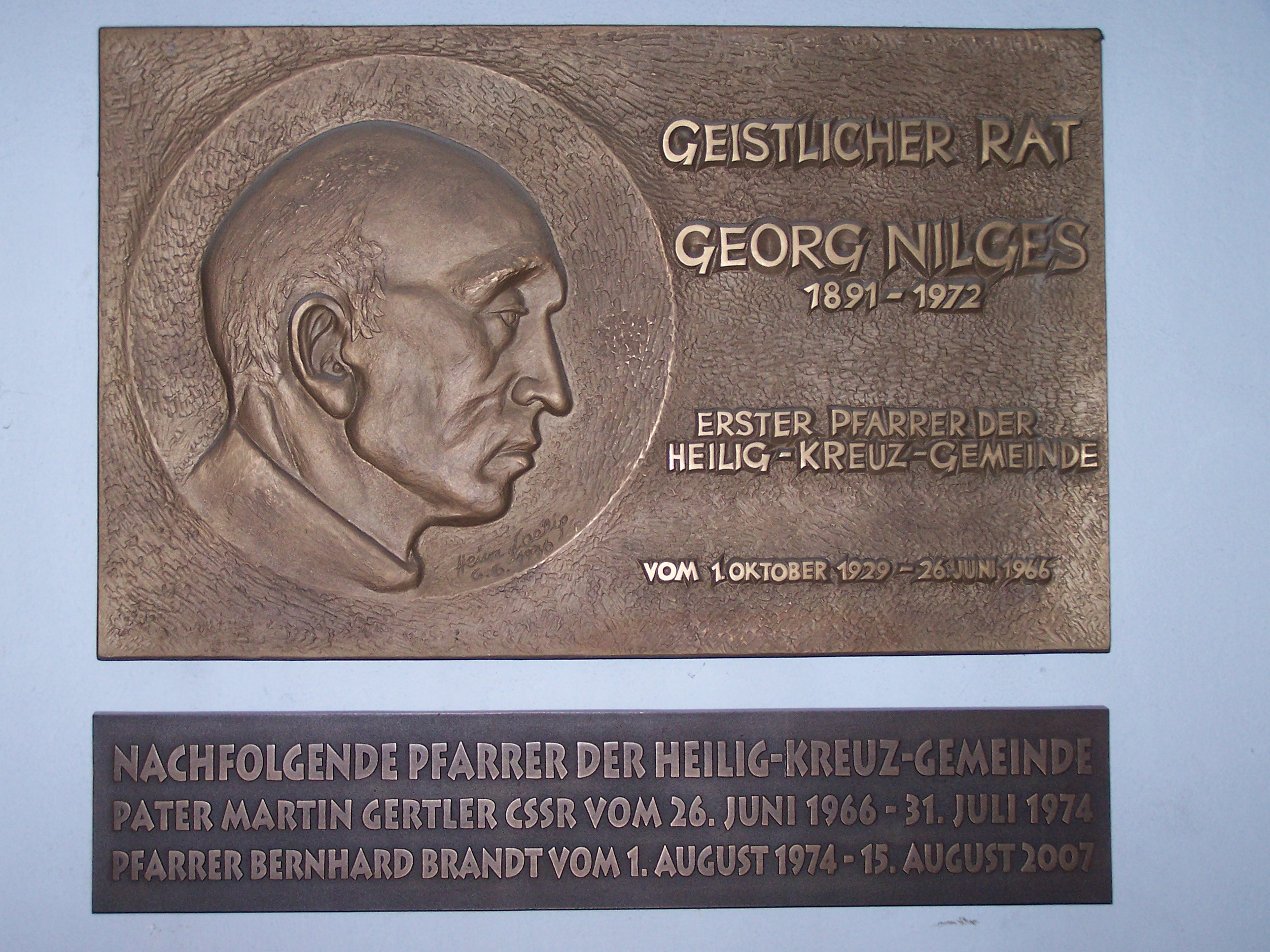
Gedenktafel aus Bronze in der Heilig-Kreuz-Kirche im Frankfurter Stadtteil Bornheim zum Gedenken an die Pfarrer der ehemaligen Pfarrgemeinde
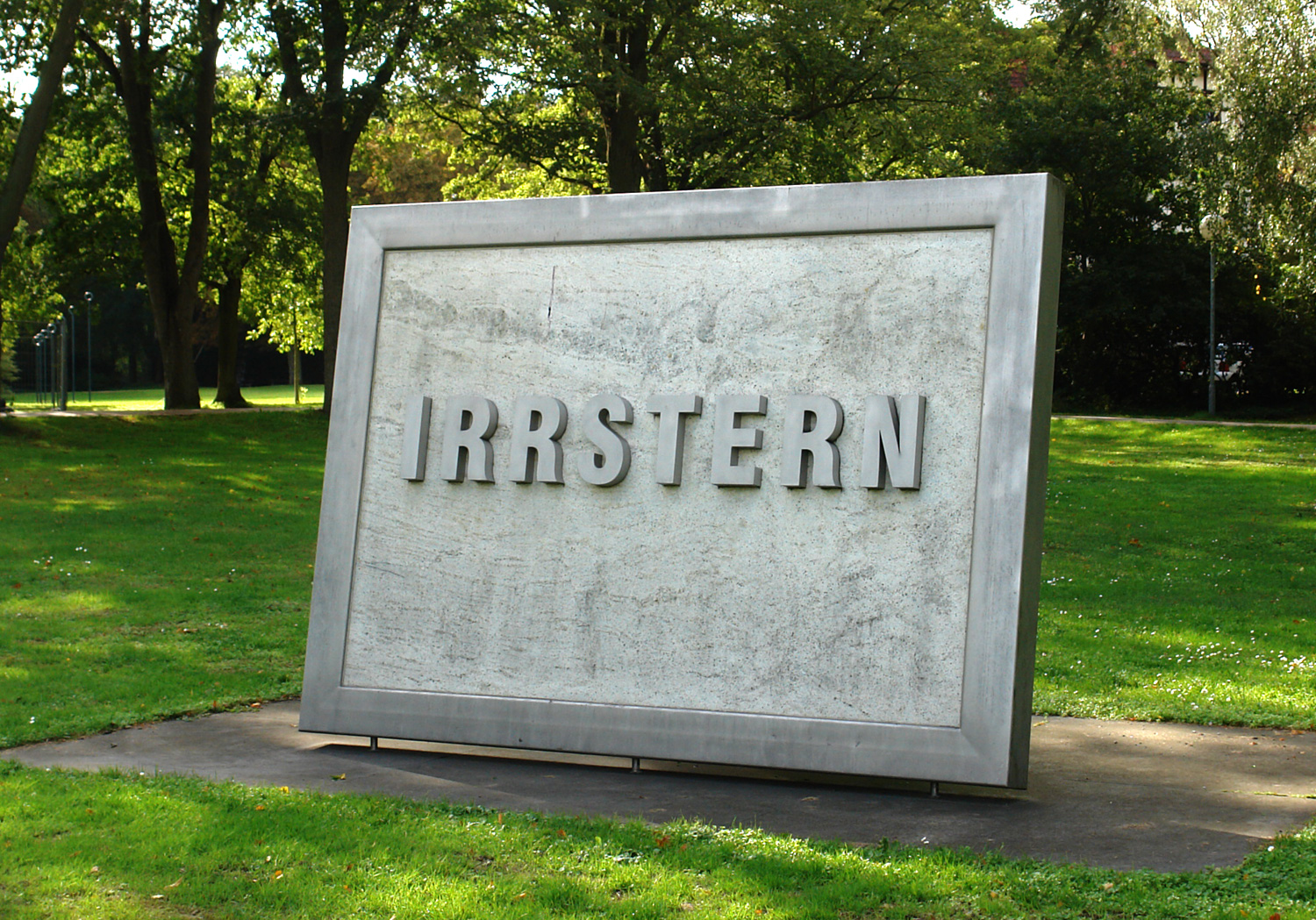
Die Mahntafel Irrstern auf dem Gelände des Klinikums Bremen-Ost, Teil eines zweiteiligen Mahnmals zum Gedenken an die Opfer der NS-Psychiatrie in Bremen
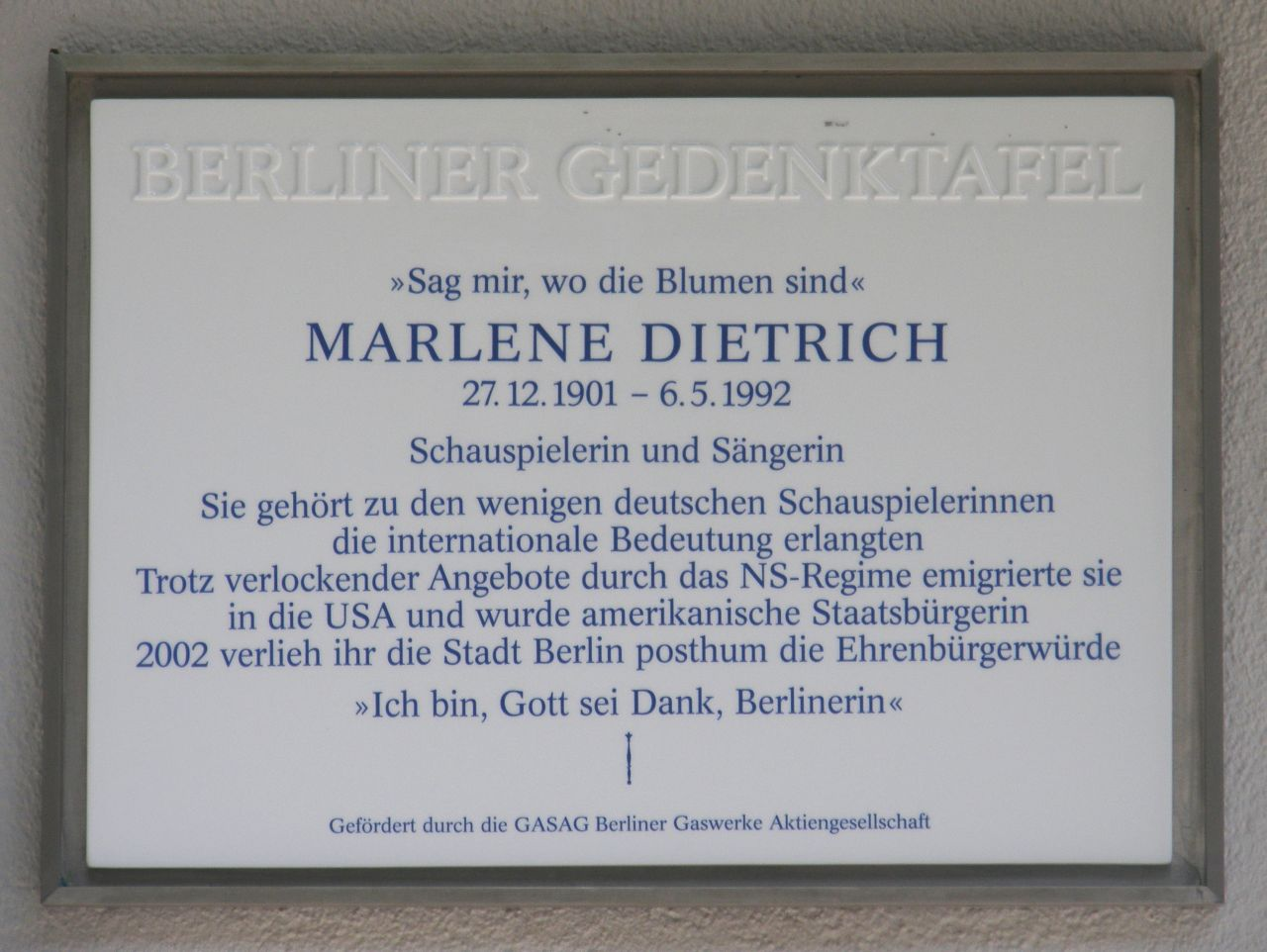
Berliner Gedenktafel für Marlene Dietrich
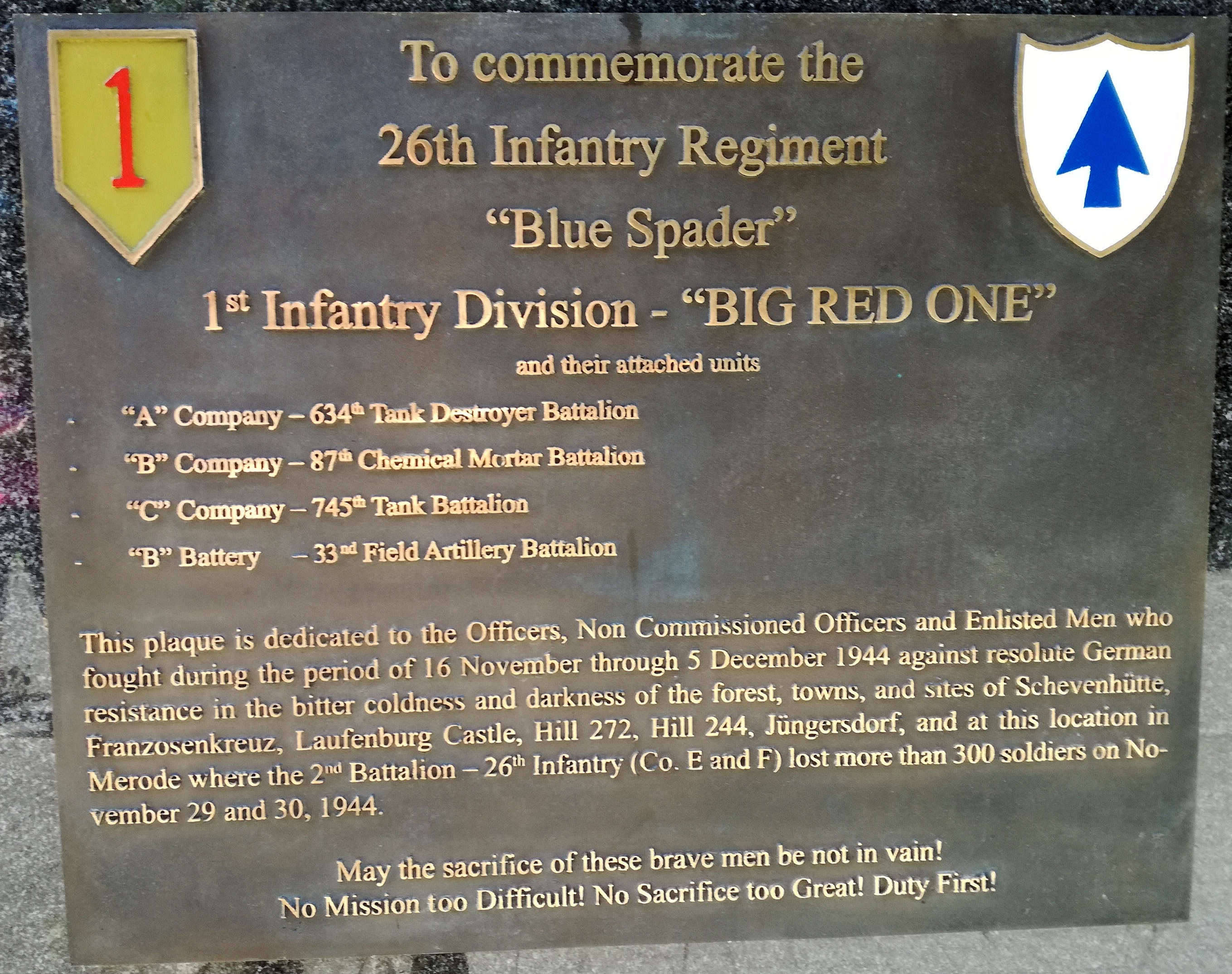
Gedenktafel für die am 29./30. November 1944 gefallenen Soldaten der 1. Infanterie-Division der US-Armee an einem Haus in Merode
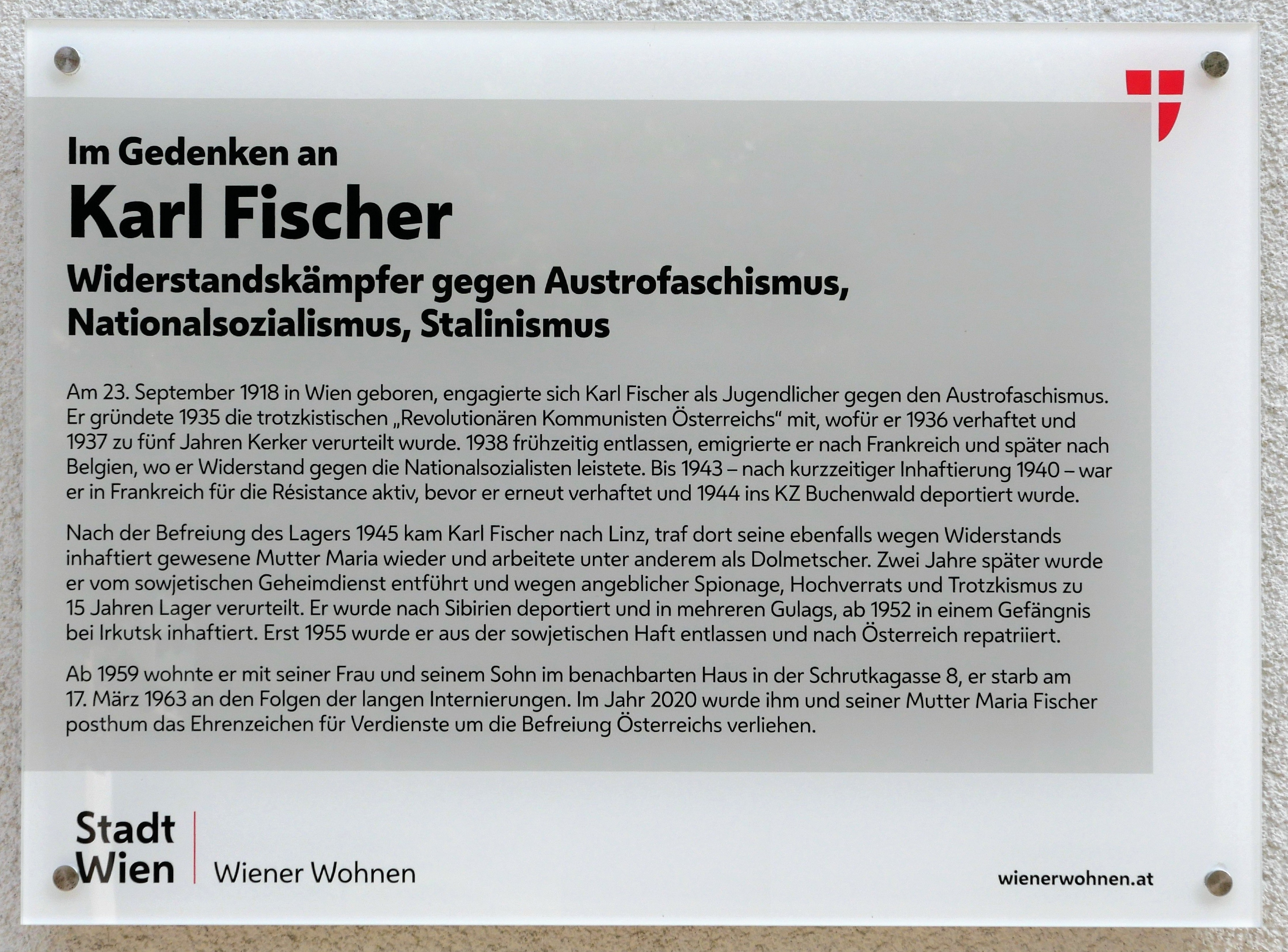
Gedenktafel der Stadt Wien für Karl Fischer, österreichischer Widerstandskämpfer gegen Austrofaschismus, Nationalsozialismus und Stalinismus, in Wien, Ober-Sankt-Veit

## Gefälschte Francis-Drake-Plakette in Kalifornien
Eine 1579 anlässlich der Landung von Francis Drake in der California Bay zu Ehren der britischen Königin verfertigte und historisch verbürgte – jedoch verschollene – Messinggedenktafel wurde 1933 als Fälschung neu erstellt und jahrzehntelang für echt gehalten. G. Ezra Dane, Mitglied von E Clampus Vitus, und vier historisch beschlagene Freunde fertigten die Gedenkplakette neu an. Die Fälschung wurde 1936 dem Historiker Herbert Eugene Bolton zugespielt, der sie mit großem Aplomb als sensationellen Fund und als authentisch präsentierte.
Bis in die 1970er Jahre wurde diese Fälschung trotz wesentlicher Gegenargumente als echt erachtet. Sie wurde in der Bibliothek der University of California ausgestellt und unter anderem bei Staatsbesuchen der britischen Königin vorgezeigt. Auch wurden aufwendige Kopien der Plakette hergestellt und als offizielle Staatsgeschenke überreicht.
Metallurgische Untersuchungen der Zusammensetzung, Patina und Bearbeitungsspuren deckten den Fake auf.